# Idol Producer
Idol Producer (chinês tradicional: 偶像練習生, chinês simplificado: 偶像练习生, pinyin: Ǒuxiàng Liànxíshēng) é um reality show de sobrevivência produzido e exibido pela plataforma de streaming chinês iQIYI, entre 19 de janeiro a 6 de abril de 2018. É apresentado pela Lay Zhang, juntamente dos mentores Li Ronghao, Jackson Wang, MC Jin, Cheng Xiao e Zhou Jieqiong. O programa trouxe inicialmente 100 trainees de diferentes empresas, tendo como objetivo final nove trainees selecionados vencedores pelos votos dos telespectadores. No dia 6 de abril de 2018 os 9 vencedores debutaram na boy band Nine Percent.

## Conceito
Idol Producer juntou 100 trainees de 31 empresas diferentes, além de alguns trainees individuais. Os trainees treinaram por meses até que nove fossem escolhidos pelos votos dos telespectadores. O sistema de votação é similar aos dos reality shows sul-coreanos Produce 101 e Mix Nine.

## Mentores
- Lay Zhang — Apresentador
- Li Ronghao — Mentor de canto
- Jackson Wang — Mentor de rap
- MC Jin — Mentor de rap
- Cheng Xiao — Mentora de dança
- Zhou Jieqiong — Mentora de dança

## Participantes
Color key
- Deixou o programa
- Top 9 da semana
- Top 9 da semana [Votos da audiência]
- Eliminado no Episódio 5
- Eliminado no Episódio 8
- Eliminado no Episódio 10
- Eliminado no Episódio 12
- Integrante do Nine Percent

| Empresa                                                   | Nome                     | Classificação dos mentores | Classificação dos mentores | Classificação     | Classificação     | Classificação            | Classificação     | Classificação     | Classificação            | Classificação     | Classificação            | Classificação     | Classificação     |
| Empresa                                                   | Nome                     | E01                        | E02                        | E02               | E03               | E04 (Votos da audiência) | E05               | E06               | E07 (Votos da audiência) | E08               | E09 (Votos da audiência) | E10               | E12               |
| --------------------------------------------------------- | ------------------------ | -------------------------- | -------------------------- | ----------------- | ----------------- | ------------------------ | ----------------- | ----------------- | ------------------------ | ----------------- | ------------------------ | ----------------- | ----------------- |
| Banana Entertainment (香蕉娱乐)                           | Lin Chaoze (林超泽)      | A                          | A                          | 32                | 20                | 35                       | 14                | 14                | 36                       | 16                | 32                       | 15                | 19                |
| Banana Entertainment (香蕉娱乐)                           | Lin Yanjun(林彦俊)       | C                          | D                          | 31                | 27                | 51                       | 28                | 19                | 19                       | 22                | 6                        | 11                | 5                 |
| Banana Entertainment (香蕉娱乐)                           | Li Ruotian (李若天)      | C                          | F                          | 55                | 64                | 54                       | Eliminado         | Eliminado         | Eliminado                | Eliminado         | Eliminado                | Eliminado         | Eliminado         |
| Banana Entertainment (香蕉娱乐)                           | Lu Dinghao (陸定昊)      | C                          | C                          | 39                | 34                | 9                        | 30                | 36                | 38                       | 31                | 27                       | Eliminado         | Eliminado         |
| Banana Entertainment (香蕉娱乐)                           | Jiang Jingzuo (姜京佐)   | C                          | C                          | 59                | 60                | 12                       | Eliminado         | Eliminado         | Eliminado                | Eliminado         | Eliminado                | Eliminado         | Eliminado         |
| Banana Entertainment (香蕉娱乐)                           | Qiu Zhixie (邱治谐)      | C                          | C                          | 96                | 95                | 89                       | Eliminado         | Eliminado         | Eliminado                | Eliminado         | Eliminado                | Eliminado         | Eliminado         |
| Banana Entertainment (香蕉娱乐)                           | You Zhangjing(尤长靖)    | B                          | A                          | 69                | 13                | 34                       | 10                | 10                | 3                        | 8                 | 10                       | 8                 | 9                 |
| Banana Entertainment (香蕉娱乐)                           | Gao Maotong (高茂桐)     | C                          | D                          | 46                | 53                | 22                       | Eliminado         | Eliminado         | Eliminado                | Eliminado         | Eliminado                | Eliminado         | Eliminado         |
| Banana Entertainment (香蕉娱乐)                           | Bei Honglin (贝汯璘)     | C                          | B                          | 33                | 37                | 20                       | 37                | 45                | 49                       | Eliminado         | Eliminado                | Eliminado         | Eliminado         |
| Yuehua Entertainment (乐华娱乐)                           | Zhu Zhengting(朱正廷)    | A                          | A                          | 5                 | 5                 | 2                        | 5                 | 4                 | 2                        | 4                 | 3                        | 7                 | 6                 |
| Yuehua Entertainment (乐华娱乐)                           | Justin(黄明昊)           | A                          | B                          | 4                 | 4                 | 7                        | 4                 | 2                 | 8                        | 2                 | 2                        | 4                 | 4                 |
| Yuehua Entertainment (乐华娱乐)                           | Li Quanzhe (李权哲)      | F                          | B                          | 24                | 30                | 74                       | 8                 | 9                 | 14                       | 12                | 23                       | Eliminado         | Eliminado         |
| Yuehua Entertainment (乐华娱乐)                           | Ding Zeren (丁泽仁)      | A                          | B                          | 17                | 21                | 53                       | 20                | 21                | 5                        | 19                | 13                       | Eliminado         | Eliminado         |
| Yuehua Entertainment (乐华娱乐)                           | Fan Chengcheng(范丞丞)   | D                          | D                          | 3                 | 3                 | 5                        | 3                 | 3                 | 1                        | 3                 | 5                        | 3                 | 3                 |
| Yuehua Entertainment (乐华娱乐)                           | Bi Wenjun (毕雯珺)       | D                          | D                          | 15                | 25                | 17                       | 26                | 27                | 3                        | 27                | 16                       | 12                | 10                |
| Yuehua Entertainment (乐华娱乐)                           | Huang Xinchun (黃新淳)   | F                          | F                          | 22                | 29                | 52                       | 33                | 25                | 10                       | 29                | 31                       | Eliminado         | Eliminado         |
| Mavericks Entertainment (麦锐娱乐)                        | Luo Zheng (罗正)         | F                          | F                          | 45                | 50                | 4                        | 34                | 29                | 32                       | 24                | 29                       | Eliminado         | Eliminado         |
| Mavericks Entertainment (麦锐娱乐)                        | Deng Langyi (邓烺怡)     | F                          | C                          | 42                | 54                | 45                       | Eliminado         | Eliminado         | Eliminado                | Eliminado         | Eliminado                | Eliminado         | Eliminado         |
| Mavericks Entertainment (麦锐娱乐)                        | Sun Fanjie (孙凡杰)      | F                          | D                          | 88                | 94                | 78                       | Eliminado         | Eliminado         | Eliminado                | Eliminado         | Eliminado                | Eliminado         | Eliminado         |
| Mavericks Entertainment (麦锐娱乐)                        | Li Xikan (李希侃)        | D                          | C                          | 20                | 28                | 10                       | 29                | 32                | 30                       | 17                | 10                       | 18                | 13                |
| Mavericks Entertainment (麦锐娱乐)                        | Yu Mingjun (余明君)      | D                          | D                          | 21                | 32                | 21                       | 46                | 40                | 50                       | 34                | 32                       | Eliminado         | Eliminado         |
| Mavericks Entertainment (麦锐娱乐)                        | Lu Chenyu (呂晨瑜)       | D                          | F                          | 66                | 74                | 43                       | Eliminado         | Eliminado         | Eliminado                | Eliminado         | Eliminado                | Eliminado         | Eliminado         |
| MERCURY NATION (辰星娱乐)                                 | Rapen (罗仁麒)           | C                          | F                          | 64                | 71                | 94                       | Eliminado         | Eliminado         | Eliminado                | Eliminado         | Eliminado                | Eliminado         | Eliminado         |
| MERCURY NATION (辰星娱乐)                                 | Gigel (张津铭)           | C                          | D                          | 25                | 33                | 92                       | Deixou o programa | Deixou o programa | Deixou o programa        | Deixou o programa | Deixou o programa        | Deixou o programa | Deixou o programa |
| MERCURY NATION (辰星娱乐)                                 | Xu Shengen (徐圣恩)      | C                          | D                          | 67                | 73                | 77                       | 54                | 42                | 35                       | 28                | 32                       | 19                | 20                |
| MERCURY NATION (辰星娱乐)                                 | J-ONE (姜祎)             | C                          | F                          | 85                | 91                | 48                       | Eliminado         | Eliminado         | Eliminado                | Eliminado         | Eliminado                | Eliminado         | Eliminado         |
| MERCURY NATION (辰星娱乐)                                 | Wang Youchen (王宥辰)    | C                          | F                          | 98                | 99                | 85                       | Deixou o programa | Deixou o programa | Deixou o programa        | Deixou o programa | Deixou o programa        | Deixou o programa | Deixou o programa |
| MERCURY NATION (辰星娱乐)                                 | Jia Li (伽里)            | C                          | D                          | 81                | 69                | 91                       | 51                | 58                | 56                       | Eliminado         | Eliminado                | Eliminado         | Eliminado         |
| Simply Joy Music (简单快乐音乐)                           | Sun Haoran (孙浩然)      | B                          | F                          | 65                | 59                | 36                       | Eliminado         | Eliminado         | Eliminado                | Eliminado         | Eliminado                | Eliminado         | Eliminado         |
| Simply Joy Music (简单快乐音乐)                           | Lin Haokai (林浩楷)      | B                          | F                          | 57                | 65                | 41                       | Eliminado         | Eliminado         | Eliminado                | Eliminado         | Eliminado                | Eliminado         | Eliminado         |
| Simply Joy Music (简单快乐音乐)                           | Wang Ziyi(王子异)        | A                          | B                          | 14                | 19                | 25                       | 11                | 8                 | 28                       | 7                 | 8                        | 5                 | 7                 |
| Simply Joy Music (简单快乐音乐)                           | Li Zhijie (李志杰)       | B                          | D                          | 94                | 96                | 32                       | Eliminado         | Eliminado         | Eliminado                | Eliminado         | Eliminado                | Eliminado         | Eliminado         |
| Simply Joy Music (简单快乐音乐)                           | Jin Yihan (金逸涵)       | B                          | F                          | 54                | 68                | 75                       | Eliminado         | Eliminado         | Eliminado                | Eliminado         | Eliminado                | Eliminado         | Eliminado         |
| Shiningstar (新锐杂志)                                    | Wan Yuxian (万宇贤)      | C                          | C                          | 95                | 87                | 26                       | Eliminado         | Eliminado         | Eliminado                | Eliminado         | Eliminado                | Eliminado         | Eliminado         |
| Shiningstar (新锐杂志)                                    | Ying Zhiyue (应智越)     | C                          | D                          | 87                | 90                | 67                       | Eliminado         | Eliminado         | Eliminado                | Eliminado         | Eliminado                | Eliminado         | Eliminado         |
| Shiningstar (新锐杂志)                                    | Zhao Yuche (赵俞澈)      | D                          | D                          | 93                | 78                | 60                       | Eliminado         | Eliminado         | Eliminado                | Eliminado         | Eliminado                | Eliminado         | Eliminado         |
| Shiningstar (新锐杂志)                                    | Zhu Yuntian (朱匀天)     | D                          | D                          | 63                | 47                | 18                       | 53                | 56                | 11                       | Eliminado         | Eliminado                | Eliminado         | Eliminado         |
| Shiningstar (新锐杂志)                                    | Zhu Yunyi (朱匀一)       | D                          | D                          | 61                | 45                | 15                       | 50                | 55                | 60                       | Eliminado         | Eliminado                | Eliminado         | Eliminado         |
| Summer Star (盛夏星空)                                    | Chen Minghao (陈名豪)    | F                          | F                          | 29                | 42                | 56                       | 47                | 57                | 13                       | Eliminado         | Eliminado                | Eliminado         | Eliminado         |
| Summer Star (盛夏星空)                                    | Zhang Dayuan (张达源)    | F                          | F                          | 79                | 57                | 11                       | 35                | 48                | 52                       | Eliminado         | Eliminado                | Eliminado         | Eliminado         |
| Summer Star (盛夏星空)                                    | Wang Zihao (王梓豪)      | C                          | D                          | 90                | 88                | 72                       | Eliminado         | Eliminado         | Eliminado                | Eliminado         | Eliminado                | Eliminado         | Eliminado         |
| Summer Star (盛夏星空)                                    | Wang Yilong (王艺龙)     | D                          | C                          | 77                | 76                | 14                       | 57                | 59                | 31                       | Eliminado         | Eliminado                | Eliminado         | Eliminado         |
| Summer Star (盛夏星空)                                    | Yang Feitong (杨非同)    | D                          | D                          | 86                | 89                | 3                        | 49                | 33                | 37                       | 30                | 27                       | Eliminado         | Eliminado         |
| OACA (觉醒东方)                                           | Qin Fen (秦奋)           | B                          | F                          | 13                | 10                | 59                       | 13                | 12                | 9                        | 11                | 20                       | 17                | 18                |
| OACA (觉醒东方)                                           | Han Mubo (韩沐伯)        | C                          | C                          | 12                | 11                | 71                       | 19                | 24                | 22                       | 21                | 24                       | Eliminado         | Eliminado         |
| OACA (觉醒东方)                                           | Jing Peiyao (靖佩瑶)     | C                          | F                          | 43                | 40                | 68                       | 45                | 46                | 25                       | Eliminado         | Eliminado                | Eliminado         | Eliminado         |
| OACA (觉醒东方)                                           | Qin Zimo (秦子墨)        | D                          | F                          | 28                | 35                | 27                       | 41                | 47                | 29                       | Eliminado         | Eliminado                | Eliminado         | Eliminado         |
| OACA (觉醒东方)                                           | Zuo Ye (左叶)            | F                          | D                          | 18                | 18                | 76                       | 22                | 41                | 53                       | Eliminado         | Eliminado                | Eliminado         | Eliminado         |
| Qin's Entertainment (坤音娱乐)                            | Yue Yue (岳岳)           | C                          | D                          | 40                | 22                | 81                       | 21                | 17                | 23                       | 18                | 18                       | Eliminado         | Eliminado         |
| Qin's Entertainment (坤音娱乐)                            | Mu Ziyang (木子洋)       | C                          | F                          | 53                | 23                | 70                       | 24                | 16                | 20                       | 22                | 7                        | Eliminado         | Eliminado         |
| Qin's Entertainment (坤音娱乐)                            | Bu Fan (卜凡)            | C                          | F                          | 9                 | 8                 | 62                       | 7                 | 7                 | 21                       | 10                | 13                       | 9                 | 12                |
| Qin's Entertainment (坤音娱乐)                            | Ling Chao (灵超)         | C                          | D                          | 23                | 17                | 61                       | 16                | 11                | 17                       | 9                 | 12                       | 13                | 15                |
| Boyi Culture (铂熠文化)                                   | Zhang Xin (张昕)         | F                          | C                          | 91                | 93                | 95                       | Eliminado         | Eliminado         | Eliminado                | Eliminado         | Eliminado                | Eliminado         | Eliminado         |
| Boyi Culture (铂熠文化)                                   | Ye Hongxi (叶泓希)       | F                          | C                          | 89                | 92                | 88                       | Eliminado         | Eliminado         | Eliminado                | Eliminado         | Eliminado                | Eliminado         | Eliminado         |
| Boyi Culture (铂熠文化)                                   | Zhang Yixuan (张奕轩)    | C                          | B                          | 74                | 77                | 38                       | 56                | 43                | 47                       | Eliminado         | Eliminado                | Eliminado         | Eliminado         |
| Boyi Culture (铂熠文化)                                   | Ling Qi (凌崎)           | C                          | D                          | 51                | 62                | 83                       | 52                | 44                | 58                       | Eliminado         | Eliminado                | Eliminado         | Eliminado         |
| SSTAR (星焕文化)                                          | Zhang Yuchen (张宇晨)    | F                          | D                          | 82                | 85                | 29                       | Eliminado         | Eliminado         | Eliminado                | Eliminado         | Eliminado                | Eliminado         | Eliminado         |
| SSTAR (星焕文化)                                          | Luo Jie (罗杰)           | D                          | C                          | 68                | 75                | 33                       | Eliminado         | Eliminado         | Eliminado                | Eliminado         | Eliminado                | Eliminado         | Eliminado         |
| SSTAR (星焕文化)                                          | He Jiageng (何嘉庚)      | F                          | D                          | 52                | 66                | 37                       | Eliminado         | Eliminado         | Eliminado                | Eliminado         | Eliminado                | Eliminado         | Eliminado         |
| SSTAR (星焕文化)                                          | Li Xinyan (李鑫岩)       | F                          | F                          | 58                | 70                | 84                       | Deixou o programa | Deixou o programa | Deixou o programa        | Deixou o programa | Deixou o programa        | Deixou o programa | Deixou o programa |
| CNC (超能唱片)                                            | Qin Junyi (覃俊毅)       | C                          | F                          | 48                | 51                | 79                       | 43                | 34                | 48                       | Eliminado         | Eliminado                | Eliminado         | Eliminado         |
| CNC (超能唱片)                                            | Wu Lianjie (武連杰)      | F                          | C                          | 47                | 52                | 24                       | 42                | 35                | 57                       | Eliminado         | Eliminado                | Eliminado         | Eliminado         |
| CNC (超能唱片)                                            | Lou Zibo (娄滋博)        | D                          | C                          | 60                | 58                | 63                       | 44                | 30                | 12                       | 32                | 29                       | Eliminado         | Eliminado         |
| CNC (超能唱片)                                            | Li Rang (李让)           | C                          | D                          | 26                | 36                | 42                       | 36                | 31                | 50                       | 35                | 24                       | Eliminado         | Eliminado         |
| Asian Idol Factory Entertainment (A.I.F娱乐/亚洲偶像工厂) | Zhang Yifan (张艺凡)     | B                          | A                          | 84                | 84                | 50                       | Eliminado         | Eliminado         | Eliminado                | Eliminado         | Eliminado                | Eliminado         | Eliminado         |
| Asian Idol Factory Entertainment (A.I.F娱乐/亚洲偶像工厂) | Zhao Lingfeng (赵凌峰)   | C                          | D                          | 97                | 97                | 93                       | Eliminado         | Eliminado         | Eliminado                | Eliminado         | Eliminado                | Eliminado         | Eliminado         |
| Asian Idol Factory Entertainment (A.I.F娱乐/亚洲偶像工厂) | Yu Hao (于浩)            | C                          | F                          | 80                | 81                | 97                       | Eliminado         | Eliminado         | Eliminado                | Eliminado         | Eliminado                | Eliminado         | Eliminado         |
| Asian Idol Factory Entertainment (A.I.F娱乐/亚洲偶像工厂) | Yang Yi (杨羿)           | B                          | C                          | 83                | 86                | 99                       | Eliminado         | Eliminado         | Eliminado                | Eliminado         | Eliminado                | Eliminado         | Eliminado         |
| Joy Star （臻星娱乐)                                      | Liang Hui (梁輝)         | D                          | F                          | 36                | 48                | 19                       | 60                | 54                | 39                       | Deixou o programa | Deixou o programa        | Deixou o programa | Deixou o programa |
| Gramarie Entertainment （果然娱乐）                       | Xiao Gui (小鬼)          | B                          | B                          | 7                 | 6                 | 58                       | 6                 | 6                 | 6                        | 6                 | 9                        | 6                 | 8                 |
| Gramarie Entertainment （果然娱乐）                       | Zhang Yankai (张晏恺)    | C                          | F                          | 71                | 72                | 55                       | Eliminado         | Eliminado         | Eliminado                | Eliminado         | Eliminado                | Eliminado         | Eliminado         |
| Gramarie Entertainment （果然娱乐）                       | Zhou Yanchen (周彦辰)    | B                          | B                          | 27                | 31                | 23                       | 27                | 18                | 27                       | 14                | 21                       | Eliminado         | Eliminado         |
| Gramarie Entertainment （果然娱乐）                       | Zhu Xingjie (朱星杰)     | B                          | B                          | 16                | 15                | 6                        | 15                | 15                | 24                       | 13                | 13                       | 14                | 14                |
| Dimensions Multimedia （次元文化）                        | Chen Siqi (陈斯琪)       | D                          | C                          | 35                | 38                | 57                       | 39                | 51                | 46                       | Eliminado         | Eliminado                | Eliminado         | Eliminado         |
| Dimensions Multimedia （次元文化）                        | Xu Heni (徐鶴尼)         | C                          | F                          | 76                | 63                | 28                       | Eliminado         | Eliminado         | Eliminado                | Eliminado         | Eliminado                | Eliminado         | Eliminado         |
| Hong Yi Entertainment (红熠文化)                          | Li Changgeng (李长庚)    | D                          | D                          | 19                | 26                | 86                       | 38                | 50                | 33                       | Eliminado         | Eliminado                | Eliminado         | Eliminado         |
| Hong Yi Entertainment (红熠文化)                          | He Dongdong (何东东)     | D                          | F                          | 6                 | 7                 | 16                       | 9                 | 28                | 55                       | 33                | 35                       | Eliminado         | Eliminado         |
| Levent Entertainment (乐风艺社)                           | Min Zhexiang (闵喆祥)    | C                          | C                          | 99                | 98                | 13                       | Eliminado         | Eliminado         | Eliminado                | Eliminado         | Eliminado                | Eliminado         | Eliminado         |
| Levent Entertainment (乐风艺社)                           | Chen Yifu (陈义夫)       | B                          | F                          | 37                | 46                | 73                       | Eliminado         | Eliminado         | Eliminado                | Eliminado         | Eliminado                | Eliminado         | Eliminado         |
| Super Jet Entertainment (捷特联合)                        | Han Yongjie (韩雍杰)     | F                          | D                          | 34                | 43                | 31                       | 40                | 52                | 44                       | Eliminado         | Eliminado                | Eliminado         | Eliminado         |
| Young Culture (亚歌文化)                                  | Qian Zhenghao(钱正昊)    | B                          | F                          | 70                | 12                | 65                       | 17                | 20                | 18                       | 26                | 24                       | 10                | 11                |
| Wild Fire Entertainment (野火娱乐)                        | Jack Hsu Kaihao (许凯皓) | B                          | C                          | 11                | 14                | 82                       | 23                | 39                | 54                       | Eliminado         | Eliminado                | Eliminado         | Eliminado         |
| NewStyle Media (新湃传媒)                                 | Yu Bin (于斌)            | F                          | D                          | 50                | 49                | 87                       | Eliminado         | Eliminado         | Eliminado                | Eliminado         | Eliminado                | Eliminado         | Eliminado         |
| Emperor Entertainment Group （英皇娱乐）                  | Ming Peng (明鵬)         | F                          | D                          | 38                | 44                | 30                       | 48                | 53                | 45                       | Eliminado         | Eliminado                | Eliminado         | Eliminado         |
| Ciwen Media (慈文传媒)                                    | Dong Yanlei (董岩磊)     | F                          | F                          | 10                | 16                | 96                       | 18                | 26                | 42                       | Eliminado         | Eliminado                | Eliminado         | Eliminado         |
| A Legend Star Entertainment （传奇星娱乐）                | Chen Linong(陈立农)      | A                          | C                          | 1                 | 2                 | 1                        | 2                 | 5                 | 34                       | 5                 | 4                        | 2                 | 2                 |
| Huayi Brothers (华谊兄弟)                                 | Zheng Ruibin (郑锐彬)    | B                          | A                          | 41                | 39                | 39                       | 25                | 23                | 16                       | 25                | 16                       | 20                | 16                |
| Huayi Brothers (华谊兄弟)                                 | Jeffrey Tung (董又霖)    | B                          | D                          | 8                 | 9                 | 69                       | 12                | 13                | 26                       | 15                | 18                       | 16                | 17                |
| Hua Ying Yi Xing （华影艺星）                             | Huang Shuhao (黄书豪)    | D                          | F                          | 56                | 24                | 64                       | 32                | 37                | 41                       | Eliminado         | Eliminado                | Eliminado         | Eliminado         |
| Tianjin Broadcasting (天津中视）                          | Zhu Yiwen (朱一文)       | B                          | F                          | 73                | 61                | 44                       | Eliminado         | Eliminado         | Eliminado                | Eliminado         | Eliminado                | Eliminado         | Eliminado         |
| Sparkling Culture (點星文化)                              | Hu Zhibang (胡致邦)      | F                          | D                          | 44                | 56                | 66                       | 59                | 38                | 42                       | Eliminado         | Eliminado                | Eliminado         | Eliminado         |
| MLody Studio (MLody工作室)                                | Jiang Dahe (姜达赫)      | D                          | F                          | 30                | 41                | 47                       | 58                | 60                | 59                       | Deixou o programa | Deixou o programa        | Deixou o programa | Deixou o programa |
| Trainee Individual                                        | Cai Xukun (蔡徐坤)       | A                          | A                          | 2                 | 1                 | 8                        | 1                 | 1                 | 15                       | 1                 | 1                        | 1                 | 1                 |
| Trainee Individual                                        | Zhou Tengyang (周腾阳)   | C                          | F                          | 92                | 83                | 40                       | Eliminado         | Eliminado         | Eliminado                | Eliminado         | Eliminado                | Eliminado         | Eliminado         |
| Trainee Individual                                        | Huang Ruohan (黃若涵)    | C                          | F                          | 72                | 82                | 98                       | Eliminado         | Eliminado         | Eliminado                | Eliminado         | Eliminado                | Eliminado         | Eliminado         |
| Trainee Individual                                        | Gan Jun (甘俊)           | B                          | D                          | 62                | 67                | 80                       | Eliminado         | Eliminado         | Eliminado                | Eliminado         | Eliminado                | Eliminado         | Eliminado         |
| Trainee Individual                                        | Hou Haoran (侯浩然)      | C                          | F                          | 75                | 80                | 49                       | Eliminado         | Eliminado         | Eliminado                | Eliminado         | Eliminado                | Eliminado         | Eliminado         |
| Trainee Individual                                        | Li Junyi (李俊毅)        | B                          | A                          | 78                | 79                | 90                       | 55                | 49                | 40                       | Eliminado         | Eliminado                | Eliminado         | Eliminado         |
| Trainee Individual                                        | Zhou Rui (周锐)          | D                          | B                          | 49                | 55                | 46                       | 31                | 22                | 7                        | 23                | 25                       | Eliminado         | Eliminado         |
| Trainee Individual                                        | Song Shuijiao (宋睡覺)   | B                          | F                          | Deixou o programa | Deixou o programa | Deixou o programa        | Deixou o programa | Deixou o programa | Deixou o programa        | Deixou o programa | Deixou o programa        | Deixou o programa | Deixou o programa |

### Top 9
|   | E02                     | E03                     | E04 (Votos da audiência) | E05                     | E06                     | E07 (Votos da audiência)                    | E08                     | E09 (Votos da audiência) | E10                     | E12                     |
| - | ----------------------- | ----------------------- | ------------------------ | ----------------------- | ----------------------- | ------------------------------------------- | ----------------------- | ------------------------ | ----------------------- | ----------------------- |
| 1 | Chen Linong (陈立农)    | Cai Xukun (蔡徐坤)      | Chen Linong (陈立农)     | Cai Xukun (蔡徐坤)      | Cai Xukun (蔡徐坤)      | Fan Chengcheng (范丞丞)                     | Cai Xukun (蔡徐坤)      | Cai Xukun (蔡徐坤)       | Cai Xukun (蔡徐坤)      | Cai Xukun (蔡徐坤)      |
| 2 | Cai Xukun (蔡徐坤)      | Chen Linong (陈立农)    | Zhu Zhengting (朱正廷)   | Chen Linong (陈立农)    | Justin (黄明昊)         | Zhu Zhengting (朱正廷)                      | Justin (黄明昊)         | Justin (黄明昊)          | Chen Linong (陈立农)    | Chen Linong (陈立农)    |
| 3 | Fan Chengcheng (范丞丞) | Fan Chengcheng (范丞丞) | Yang Feitong (杨非同)    | Fan Chengcheng (范丞丞) | Fan Chengcheng (范丞丞) | Bi Wenjun e You Zhang Jin (毕雯珺 & 尤长靖) | Fan Chengcheng (范丞丞) | Zhu Zhengting (朱正廷)   | Fan Chengcheng (范丞丞) | Fan Chengcheng (范丞丞) |
| 4 | Justin (黄明昊)         | Justin (黄明昊)         | Luo Zheng (罗正)         | Justin (黄明昊)         | Zhu Zhengting (朱正廷)  | Bi Wenjun e You Zhang Jin (毕雯珺 & 尤长靖) | Zhu Zhengting (朱正廷)  | Chen Linong (陈立农)     | Justin (黄明昊)         | Justin (黄明昊)         |
| 5 | Zhu Zhengting (朱正廷)  | Zhu Zhengting (朱正廷)  | Fan Chengcheng (范丞丞)  | Zhu Zhengting (朱正廷)  | Chen Linong (陈立农)    | Ding Zeren (丁泽仁)                         | Chen Linong (陈立农)    | Fan Chengcheng (范丞丞)  | Wang Ziyi (王子异)      | Lin Yanjun (林彦俊)     |
| 6 | He Dongdong (何东东)    | Xiao Gui (小鬼)         | Zhu Xingjie (朱星杰)     | Xiao Gui (小鬼)         | Xiao Gui (小鬼)         | Xiao Gui (小鬼)                             | Xiao Gui (小鬼)         | Lin Yanjun (林彦俊)      | Xiao Gui (小鬼)         | Zhu Zhengting (朱正廷)  |
| 7 | Xiao Gui (小鬼)         | He Dongdong (何东东)    | Justin (黄明昊)          | Bu Fan (卜凡)           | Bu Fan (卜凡)           | Zhou Rui (周锐)                             | Wang Ziyi (王子异)      | Mu Ziyang (木子洋)       | Zhu Zhengting (朱正廷)  | Wang Ziyi (王子异)      |
| 8 | Jeffrey                 | Bu Fan (卜凡)           | Cai Xukun (蔡徐坤)       | Li Quanzhe (李权哲)     | Wang Ziyi (王子异)      | Justin (黄明昊)                             | You Zhangjing (尤长靖)  | Wang Ziyi (王子异)       | You Zhangjing (尤长靖)  | Xiao Gui (小鬼)         |
| 9 | Bu Fan (卜凡)           | Jeffrey                 | Lu Dinghao (陸定昊)      | He Dongdong (何东东)    | Li Quanzhe (李权哲)     | Qin Fen (秦奋)                              | Ling Chao (灵超)        | Xiao Gui (小鬼)          | Bu Fan (卜凡)           | You Zhangjing (尤长靖)  |

## Eliminações
| Participantes          | Participantes          | Participantes           | Participantes            | Participantes          |
| ---------------------- | ---------------------- | ----------------------- | ------------------------ | ---------------------- |
| Cai Xukun (蔡徐坤)     | Chen Linong (陈立农)   | Fan Chengcheng (范丞丞) | Justin Huang (黄明昊)    | Lin Yanjun (林彦俊)    |
| Zhu Zhengting (朱正廷) | Wang Ziyi (王子异)     | Xiao Gui (小鬼)         | You Zhangjing (尤长靖)   | Bi Wenjun (毕雯珺)     |
| Qian Zhenghao (钱正昊) | Bu Fan (卜凡)          | Li Xikan (李希侃)       | Zhu Xingjie (朱星杰)     | Ling Chao (灵超)       |
| Zheng Ruibin (郑锐彬)  | Jeffrey Tung (董又霖)  | Qin Fen (秦奋)          | Lin Chaoze (林超泽)      | Xu Shengen (徐圣恩)    |
| Zhou Yanchen (周彦辰)  | Mu Ziyang (木子洋)     | Li Quanzhe (李权哲)     | Han Mubo (韩沐伯)        | Zhou Rui (周锐)        |
| Ding Zeren (丁泽仁)    | Yue Yue (岳岳)         | Yang Feitong (杨非同)   | Lou Zibo (娄滋博)        | Luo Zheng (罗正)       |
| Lu Dinghao (陸定昊)    | Huang Xinchun (黃新淳) | He Dongdong (何东东)    | Li Rang (李让)           | Yu Mingjun (余明君)    |
| Zuo Ye (左叶)          | Dong Yanlei (董岩磊)   | Hu Zhibang (胡致邦)     | Wu Lianjie (武連杰)      | Qin Junyi (覃俊毅)     |
| Zhang Yixuan (张奕轩)  | Han Yongjie (韩雍杰)   | Huang Shuhao (黄书豪)   | Jack Hsu Kaihao (许凯皓) | Wang Yilong (王艺龙)   |
| Jing Peiyao (靖佩瑶)   | Zhu Yunyi (朱匀一)     | Zhu Yuntian (朱匀天)    | Ling Qi (凌崎)           | Li Junyi (李俊毅)      |
| Qin Zimo (秦子墨)      | Chen Minghao (陈名豪)  | Bei Honglin (貝汯璘)    | Li Changgeng (李长庚)    | Zhang Dayuan (张达源)  |
| Chen Siqi (陈斯琪)     | Ming Peng (明鵬)       | Jia Li (伽里)           | Zhao Lingfeng (赵凌峰)   | Min Zhexiang (闵喆祥)  |
| Jiang Jingzuo (姜京佐) | Chen Yifu (陈义夫)     | Yu Bin (于斌)           | Gao Maotong (高茂桐)     | Deng Langyi (邓烺怡)   |
| Sun Haoran (孙浩然)    | Zhu Yiwen (朱一文)     | Xu Heni (徐鶴尼)        | Li Ruotian (李若天)      | Lin Haokai (林浩楷)    |
| He Jiageng (何嘉庚)    | Gan Jun (甘俊)         | Jin Yihan (金逸涵)      | Rapen (罗仁麒)           | Zhang Yankai (张晏恺)  |
| Lu Chenyu (呂晨瑜)     | Luo Jie (罗杰)         | Zhao Yuche (赵俞澈)     | Hou Haoran (侯浩然)      | Yu Hao (于浩)          |
| Huang Ruohan (黃若涵)  | Zhou Tengyang (周腾阳) | Zhang Yifan (张艺凡)    | Zhang Yuchen (张宇晨)    | Yang Yi (杨羿)         |
| Wan Yuxian (万宇贤)    | Wang Zihao (王梓豪)    | Ying Zhiyue (应智越)    | J-ONE                    | Ye Hongxi (叶泓希)     |
| Zhang Xin (张昕)       | Sun Fanjie (孙凡杰)    | Qiu Zhixie (邱治谐)     | Li Zhijie (李志杰)       | Liang Hui (梁輝)       |
| Jiang Dahe (姜达赫)    | Gigel                  | Li Xinyan (李鑫岩)      | Wang Youchen (王宥辰)    | Song Shuijiao (宋睡覺) |

## Produção
O produtor chefe Jiang Bin produziu previamente muitos reality talent shows incluindo S-style Show, I Supermodel e Road to the Runway. O programa contratou Cheng Gang, o diretor chefe de Super Boy e Taor e o diretor de imagem de I Am a Singer.
Os mentores do programa foram anunciados por posters lançados na internet. Em 17 de dezembro, foi feita uma uma conferência de imprensa na qual o apresentador Lay Zhang juntamente com os mentores Jackson Wang, Cheng Xiao, Zhou Jieqiong e MC Jin compareceram. Em 3 de fevereiro, 21 participantes foram convidados por Lay Zhang para aparecerem no programa de variedades chinês Happy Camp.

## Recepção
O primeiro episódio do programa recebeu mais de 100 milhões de visualizações na primeira hora de exibição na iQIYI. Lay Zhang foi observado por seu olhar minucioso em relação aos participantes durante suas apresentações.

## Discografia

### Singles
| Nome              | Detalhes                                                                      |
| ----------------- | ----------------------------------------------------------------------------- |
| Idol Producer OST | - Lançamento: 16 de janeiro de 2018 - Língua: Mandarim Track listing 1. Ei Ei |

## Controversias

### Direitos autorais
O programa foi acusado de copiar o formato do talent show sul-coreano Produce 101. O chefe de desenvolvimento da Mnet, Jin Woo Hwang declarou que “Pessoas na nossa empresa dicaram chocadas pois não era somente um programa parecido - era quase uma duplicata do programa.”
A Format Recognition and Protection Association revelou os resultados de sua análise comparativa do “Idol Producer,” lançado pelo canal chinês iQIYI em janeiro de 2018 e do "Produce 101" lançado pela empresa sul-coreana CJ em 2016. A análise concluiu que o programa chinês atingiu 88% na escala de violação da FRAPA quando comparado com o programa sul-coreano – foi o maior percentual já atingido por uma alegação de cópia.

### Má conduta
O trainee individual, Song Shuijiao, foi forçado a deixar o Idol Producer por conta de má conduta verbal na internet. O trainee participou da gravação do primeiro episódio mas foi cortado do episódio antes da transmissão do mesmo.
Qian Zhenghao da Young Culture foi descoberto de ter violado as regras do dormitório por comer hot pot no dormitório durante a noite. Um pedido de desculpas escrito a mão foi postado no Weibo oficial do Idol Producer.
Dois dos trainees da MERCURY NATION, Gigel e Wang Youchen, foram removidos do programa como forma de penalidade disciplinaria por brigarem nos dormitórios.

## Sequência
Em 21 de janeiro de 2019, foi ao ar na iQIYI a sequência do Idol Producer, chamada Youth With You (青春有你) com o apresentador Lay Zhang, MC Jin, Li Ronghao novamente como mentores junto da cantora taiwanesa Jolin Tsai e Xu Minghao (The8) do grupo de k-pop Seventeen que substituíram Cheng Xiao e Zhou Jieqiong como mentores de dança. Os nove finalistas debutaram no boy group UNINE.